# La Dernière Cavale
Pour plus de détails, voir Fiche technique et Distribution.
La Dernière Cavale (Truth or Consequences, N.M.) est un film américain réalisé par Kiefer Sutherland, sorti en 1997.

## Synopsis
Raymond Lembecke sort libre après avoir purgé une peine de deux ans de prison. Il est désormais décidé à vivre avec sa petite amie Addy dont il est follement amoureux et ainsi fonder une famille.
Pour cela, il va tenter un dernier coup. Il fait alors appel à Curtis et à Marcus afin d'acquérir une importante quantité de drogue pour la revendre aux plus offrants. Tout dérape lorsque Curtis se met à tuer les personnes qu'il dévalise pour s'emparer de la drogue. S'ensuit alors, afin de fuir les policiers et la mafia, une longue cavale qui les conduira près de la ville de Truth or Consequences (Nouveau-Mexique).

## Fiche technique
- Titre original : Truth or Consequences, N.M.
- Titre français : La Dernière Cavale
- Titre québécois : Évidences ou conséquences, n.m.
- Réalisation : Kiefer Sutherland
- Scénario : Brad Mirman
- Photographie : Ric Waite
- Production : J. Paul Higgins, Kevin J. Messick et Hilary Wayne ; Brad Mirman (coproduction) ; Philip M. Goldfarb (exécutif)
- Montage : Lawrence Jordan
- Musique : Jude Cole
- Superviseur de la musique : Gary Jones
- Société de production : TriStar
- Genre : Action, thriller, film de gangsters
- Durée : 107 minutes
- Dates de sortie :
  - États-Unis : 2 mai 1997
  - France : 18 février 2003[1] (sorti directement en DVD)
- Public : interdit aux moins de 16 ans

## Distribution
- Vincent Gallo (VF : Emmanuel Karsen) : Raymond Lembecke
- Kim Dickens : Addy Monroe
- Mykelti Williamson (VF : Jean-Paul Pitolin) : Marcus Weans
- Kiefer Sutherland (VF : Bernard Métraux) : Curtis Freley
- Kevin Pollak (VF : Pascal Germain) : Gordon Jacobson
- Grace Phillips (VF : Danièle Douet) : Donna Moreland
- Rod Steiger (VF : Jacques Dynam) : Tony Vago
- Martin Sheen (VF : Patrick Floersheim) : Monsieur
- Max Perlich (VF : Tanguy Goasdoué ; VQ : Marc Bellier) : Wayne
- James McDaniel (VF : Saïd Amadis) : Frank Thompson
- Rick Rossovich : Robert Boylan
- John C. McGinley (VF : Philippe Vincent) : Eddie Grillo
- Steve O'Neill : l'homme avec Eddie Grillo
- Scott Christopher : Frank Pearson
- Mark Lonow (VF : Thierry Murzeau) : Alan Gryder
- Tim Parati : Cecil
- Donré Sampson : l'associé de Cecil
- Jim Wilkey : un homme de Monsieur
- Roland Ripoll (VF : Pascal Renwick) : un homme de Monsieur
- Marshall Bell : un lieutenant de police (rôle coupé au montage)[2]

## Tournage
Le tournage du film s'est déroulé essentiellement dans l'Utah du 9 avril 1996 au 2 juin 1996.